# MOK Grobničan Čavle
Muški odbojkaški klub "Grobničan" (MOK "Grobničan"; Grobničan Čavle; Grobničan) je muški odbojkaški klub iz Grobnika, općina Čavle, Primorsko-goranska županija, Republika Hrvatska.  

## O klubu
MOK "Grobničan" je osnovan 2013. godine, na inicijativu odbojkaških entuzijaista i bivših odbojkaša OK "Grobničan" (koji je ranije imao mušku ekipu) i "Rječine" iz Dražica. Preteča kluba je bila "Škola muške odbojke" u Dražicama, osnovana 2010. godine. 
 
Klub nema seniorsku momčad (stanje 2021.), nego se bavi mlađim muškim kategorijama, te okuplja mlade odbojkaše s područja Grobništine i djeluje u suradnji s grobničkim osnovnim školama. 
 
Najveći uspjeh kluba je osvajanje Prvenstva Hrvatske za najmlađe kadete (do 13 godina) (2020. godine).

## Unutarnje poveznice
- Čavle
- Grobničko polje
- Čavle
- Dražice
- Grobnik
- Mavrinci
- OK Grobničan Čavle (muškarci)
- OK Grobničan Čavle

## Vanjske poveznice
- mok-grobnican.hr  Arhivirana inačica izvorne stranice od 27. ožujka 2021. (Wayback Machine)
- MOK Grobničan, facebook stranica
- natjecanja.hos-cvf.hr, MOK GROBNIČAN
- sportilus.com, MUŠKI ODBOJKAŠKI KLUB GROBNIČAN ČAVLE